# 珠洲郵便局
珠洲郵便局（すずゆうびんきょく）は、石川県珠洲市にある郵便局。民営化前の分類では集配普通郵便局であった。

## 概要
住所：〒927-1299 石川県珠洲市上戸町北方4-129-1

## 沿革
- 1872年8月4日（明治5年7月1日） - 飯田（いいだ）郵便取扱所として開設[1]。
- 1875年（明治8年）1月1日 - 飯田郵便局（五等）となる。
- 1880年（明治13年）12月 - 為替取扱を開始。
- 1881年（明治14年）5月 - 貯金取扱を開始。
- 1893年（明治26年）3月16日 - 飯田郵便電信局となる。
- 1903年（明治36年）4月1日 - 通信官署官制の施行に伴い飯田郵便局となる。
- 1955年（昭和30年）4月1日 - 珠洲郵便局に改称[2]。
- 1955年（昭和30年）8月1日 - 電気通信業務の取扱を珠洲電報電話局に移管。
- 1956年（昭和31年）10月1日 - 電話通話および和文電報受付事務の取扱を開始。
- 1957年（昭和32年）11月16日 - 特定郵便局から普通郵便局に局種別改定。
- 1958年（昭和33年）6月23日 - 珠洲市飯田町から、同市上戸町に局舎を新築、移転。
- 1979年（昭和54年）2月1日 - 珠洲野々江簡易郵便局の一時閉鎖[3]に伴い、取扱事務を承継。
- 1982年（昭和57年）3月29日 - 宝立郵便局から集配業務を移管。
- 2000年（平成12年）8月14日 - 外国通貨の両替および旅行小切手の売買に関する業務取扱を開始。
- 2006年（平成18年）1月1日 - 飯塚簡易郵便局および珠洲上戸簡易郵便局の一時閉鎖[4]に伴い、取扱事務を承継[5]。
- 2006年（平成18年）10月10日 - 大谷郵便局および三崎郵便局からそれぞれ「927-13xx」「927-14xx」区域の集配業務を移管。
- 2007年（平成19年）4月30日 - 清水簡易郵便局および馬緤簡易郵便局の廃止[6]に伴い、取扱事務を承継[7]。
- 2007年（平成19年）10月1日 - 民営化に伴い、併設された郵便事業珠洲支店に一部業務を移管。
- 2012年（平成24年）10月1日 - 日本郵便株式会社発足に伴い、郵便事業珠洲支店を珠洲郵便局に統合。

## 取扱内容
- 郵便、印紙、ゆうパック、内容証明
- 貯金、為替、振替、振込、国際送金、外貨両替・トラベラーズチェック、国債、投資信託
- 生命保険、バイク自賠責保険
- ゆうちょ銀行ATM
- 「927-12xx」「927-13xx」「927-14xx」区域（珠洲市の全域）の集配業務
- ゆうゆう窓口

## 周辺
- 珠洲市役所
- 珠洲警察署
- 珠洲簡易裁判所
- 飯田港
- 国道249号

## アクセス
- 北鉄奥能登バス 南町停留所下車
- 駐車場あり：8台